# پلاتوفکا
پلاتوفکا (به لاتین: Platovka) یک منطقهٔ مسکونی در روسیه است که در سرزمین آلتای واقع شده‌است.